# Pon de Replay
Pon de Replay (zahraj to znovu v bajanštině a španělštině) je dance-popová píseň, kterou napsali Vada Nobles, Carl Sturken, Evan Rogers a Alisha Brooks pro R&B-reggae zpěvačku Rihannu, na její debutové album Music of the Sun. Tito autoři kromě Alishy Brooks tuto píseň také produkovali. Vyšla jako první singl z této desky v létě 2005. Píseň se umístila na druhém místě v hitparádě Billboard Hot 100 a také ve Velké Británii ,na šestém a sedmém místě v Austrálii a Kanadě.

## Videoklip
Ve videoklipu, který režíroval Little X, přichází Rihanna s přáteli do klubu, kde se všichni nudí a nikdo netancuje, protože je muzika moc potichu. Rihanna na sebe upoutá pozornost a zazpívá píseň Pon De Replay, čímž přiměje DJe dát hudbu hlasitěji a všechny tancovat. Rihanna v klipu také předvádí několik prvků břišních tanců. Videoklip měl úspěch, často ho hráli na hudebních stanicích MTV a BET. Umístil se na druhém místě v pořadu MTV Total Request Live a strávil tam 37 dní. Na hudební stanici BET se v pořadu 106 & Park dostal na čtvrté místo a v žebříčku zůstal přes 20 dní.

## Umístění v hitparádách
Song měl veliký úspěch, umístil se na druhém místě americké singlové hitparády Billboard Hot 100 a na prvním místě hitparády Hot Digital Songs. V hitparádě Hot 100 však nebyl schopen překonat úspěch singlu zpěvačky Mariah Carey "We Belong Together." I když začala digitální prodejnost jejího singlu klesat, Rihanna jí s písní "Pon de Replay" stále nepřekonala, protože "We Belong Together" se hodně hrála v rádiích.
"Pon de Replay" byl velkým tanečním hitem, vedl taneční hitparády, Hot Dance Music/Club Play, tak Dance Radio Airplay dva týdny. Také si vedl dobře v hitparádě Hot R&B/Hip-Hop Singles & Tracks , skončil tam na 24. místě.

## Zajímavosti o písni
- Byla použita pro reklamy „In The Mix“ a „Cheerleader Nation“.
- Hodně obchodů na Filipínách tuto píseň používá, aby nalákala zákazníky. Melodie této písně byla použita na nahrání nové verze pro oblíbenou televizní show Pinoy Big Brother.
- Byla na kompilaci „Radio Disney“.
- Ve filmu Bring It On: All or Nothing je soutěž, kde vítězové vyhráli možnost natočit video s Rihannou právě na tuto píseň (toto video ale pak nebylo použito jako oficiální)
- Videoklip běžel v televizi v jedné epizodě seriálu Veronica Mars
- 3 finalistky (Sisely, Anastacia and Melissa R.) soutěže Pussycat Dolls Present: The Search for the Next Doll měly v rámci soutěže za úkol tuto píseň zazpívat v triu.
- Videoklip se natáčel v Torontu, v klubu „Republik Nightclub“
- Je použita ve filmu Are We Done Yet?.
- DMX ji zmínil ve své písni We in Here, avšak ve špatném smyslu. Tvrdí že melodii ukradla Willu Smithovi.